# Габріель Метсю
Габріель Метсю (нід. Gabriël Metsu; 1629, Лейден — 24 жовтня 1667, Амстердам) — голландський художник XVII ст., переважно майстер картин побутового жанру.

## Життєпис
Габріель Метсю народився в місті Лейден. Його батько, Жак Метсю, був художником, але помер, коли дружина ще була вагітною сином. Габріель теж обрав художню кар'єру. Є підстави вважати, що навчався або отримав значний вплив таких митців, як Ян Стен та Герард Доу. 1648 року став членом Гільдії св. Луки в Лейдені у 18-річному віці, що було покажчиком майстерності молодого митця. 
По смерті матері 1655 року перебрався місто Утрехт, відомий католицький центр в протестантській країні і значний художній центр в Голландії. Праця в католицькому оточенні (майстерні Яна Венікса і Ніколауса Кнюпфера), де не забували заповіти італійських і місцевих маньєристів та караваджистів, вплинула на появу в творчості художника алегоричних зображень та картин біблійних сюжетів, досить рідкісних в творчості голландських художників з інших мистецьких центрів XVII століття. 
З 1655 року перебрався в місто Амстердам. 1658 року художник одружився з Ізабеллою Вольф. 1659 року отримав громадянство в Амстердамі і працював на замовлення. Серед продукції митця — побутові картини і портрети. Помер в Амстердамі.

## Вибрані твори
- «Голгофа», музей Капітоліні.
- «Кузня зброяра», Державний музей (Амстердам)
- «Хвора дитина»
- «Свято бобового короля »
- «Алегорія Юстиції», Мауріцхейс, Гаага
- «Стара торговка рибою»
- «Старий з кухлем пива», Державний музей (Амстердам)
- «Молодик пише листа перед відчиненим вікном», Національна галерея Ірландії
- «Спроба створити музику молодою пані», Мауріцхейс, Гаага
- «Паньонка з віолою да гамба»
- «Господиня годує кішку», Державний музей (Амстердам)
- «Паньонка купує півня», Дрезденська картинна галерея
- «Паньонка грає на спінеті», Музей Бойманс ван Бенінгена, Роттердам
- «Коханці біля столу», Дрезденська картинна галерея
- «Коханці біля вірджинелу», Національна галерея (Лондон)

## Галерея

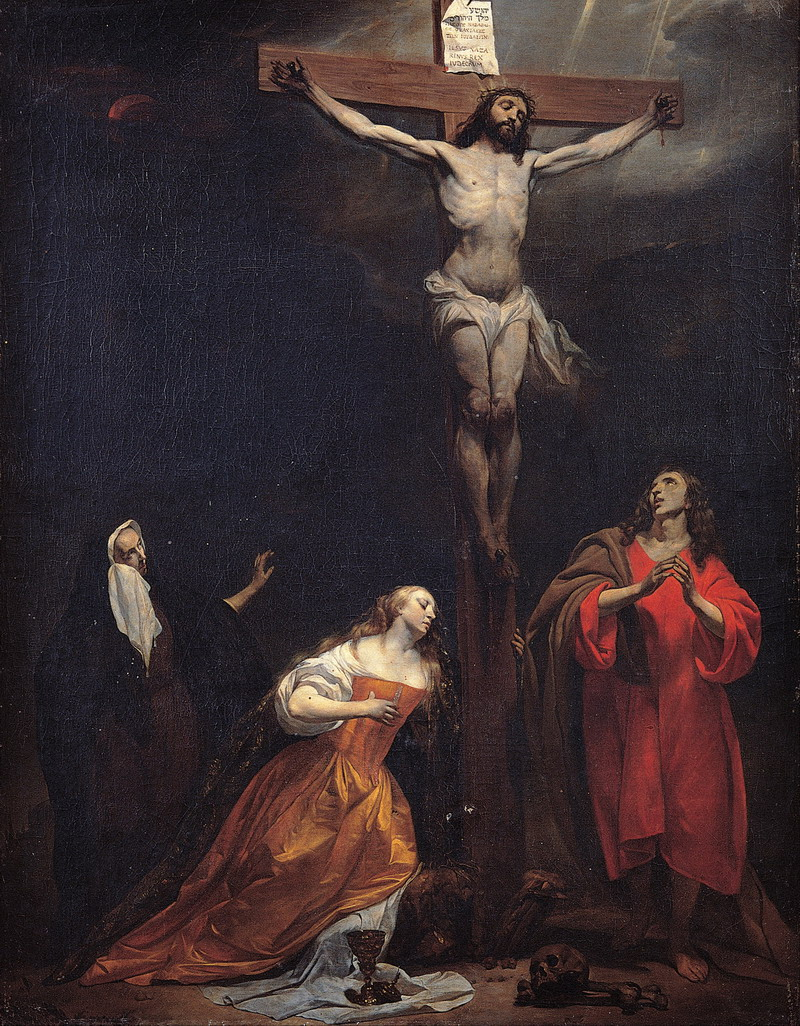
« Голгофа (Метсю) ». Капітолійські музеї

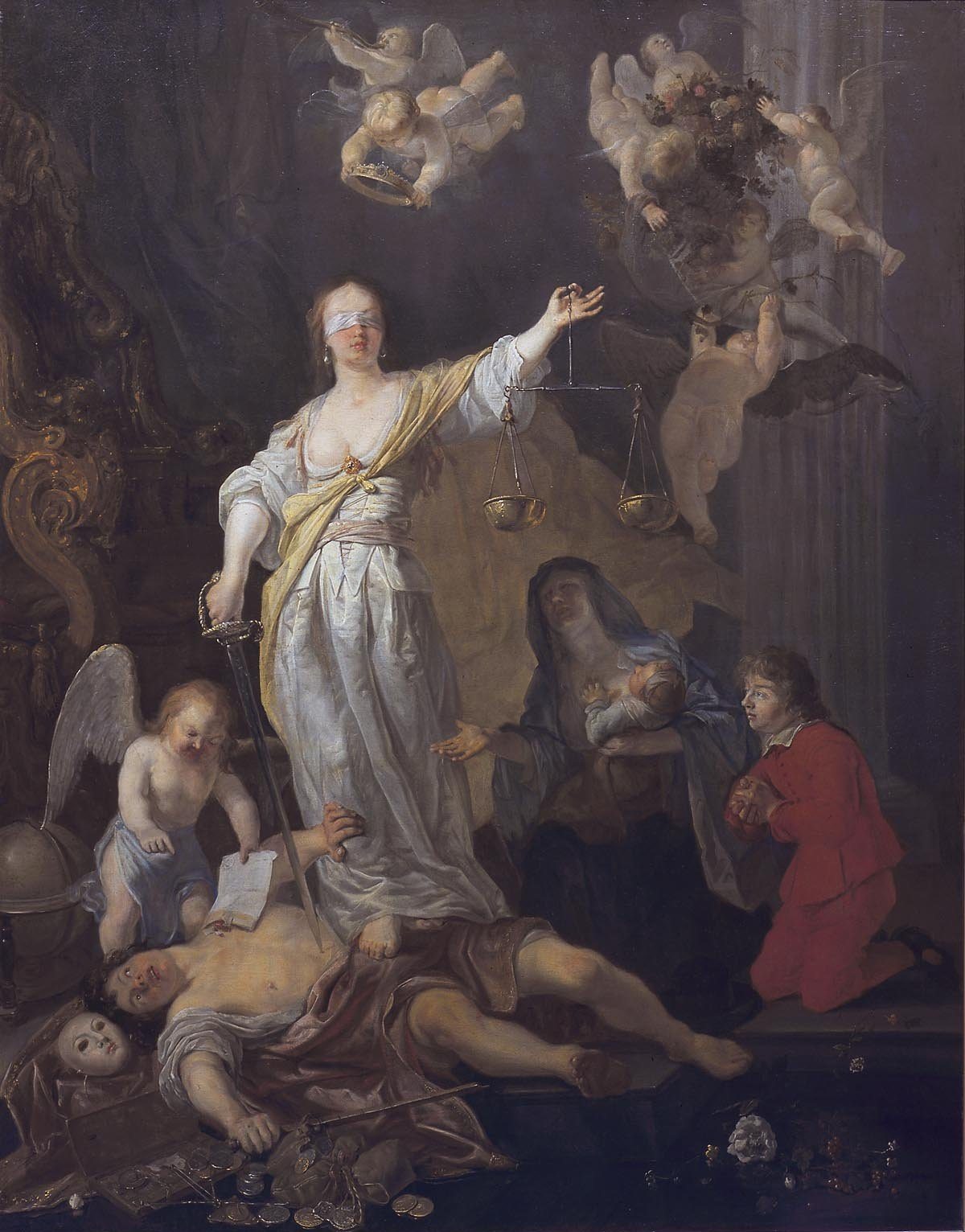
«Алегорія Юстиції», Мауріцхейс, Гаага
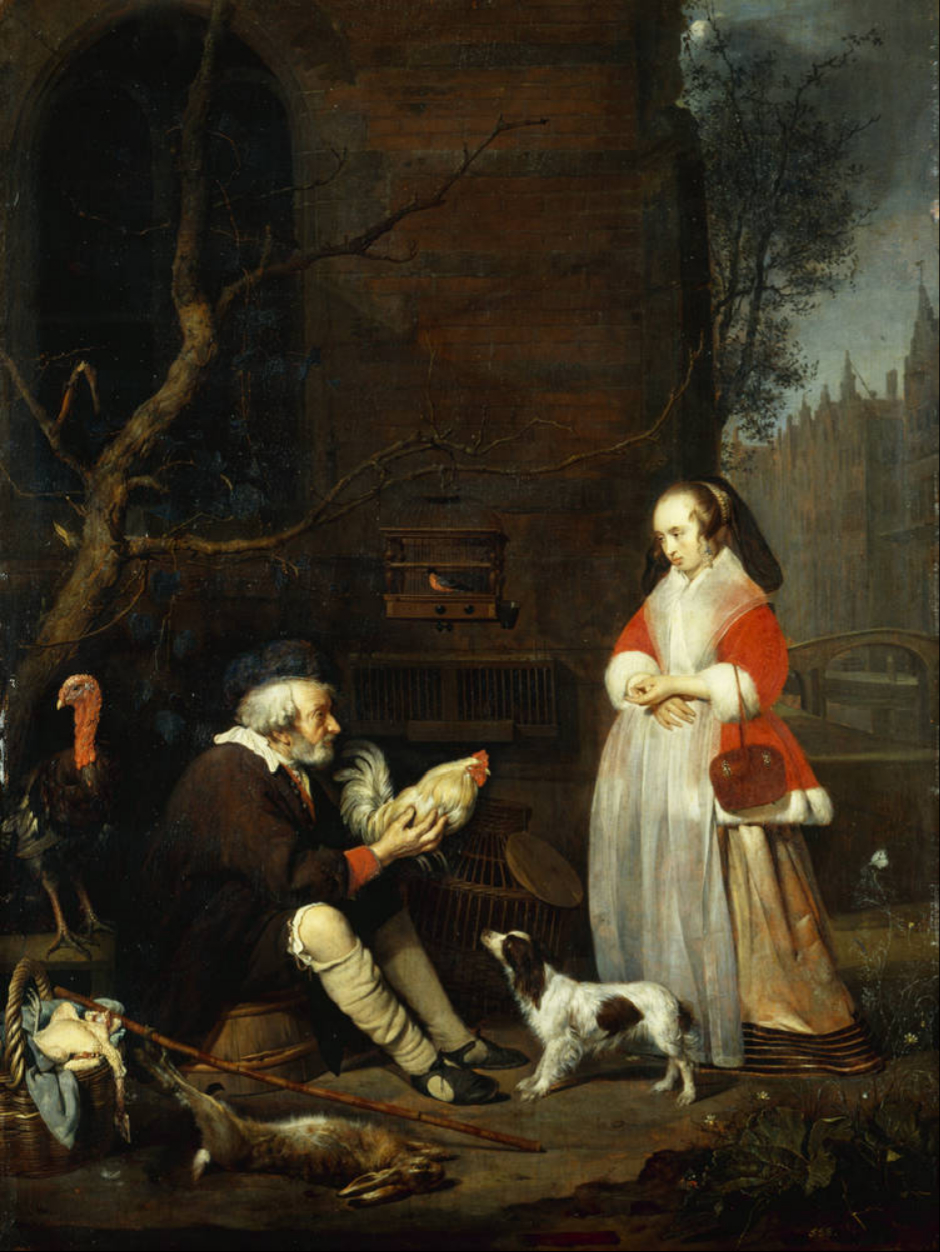
«Панянка купує півня», Дрезденська картинна галерея, 1662
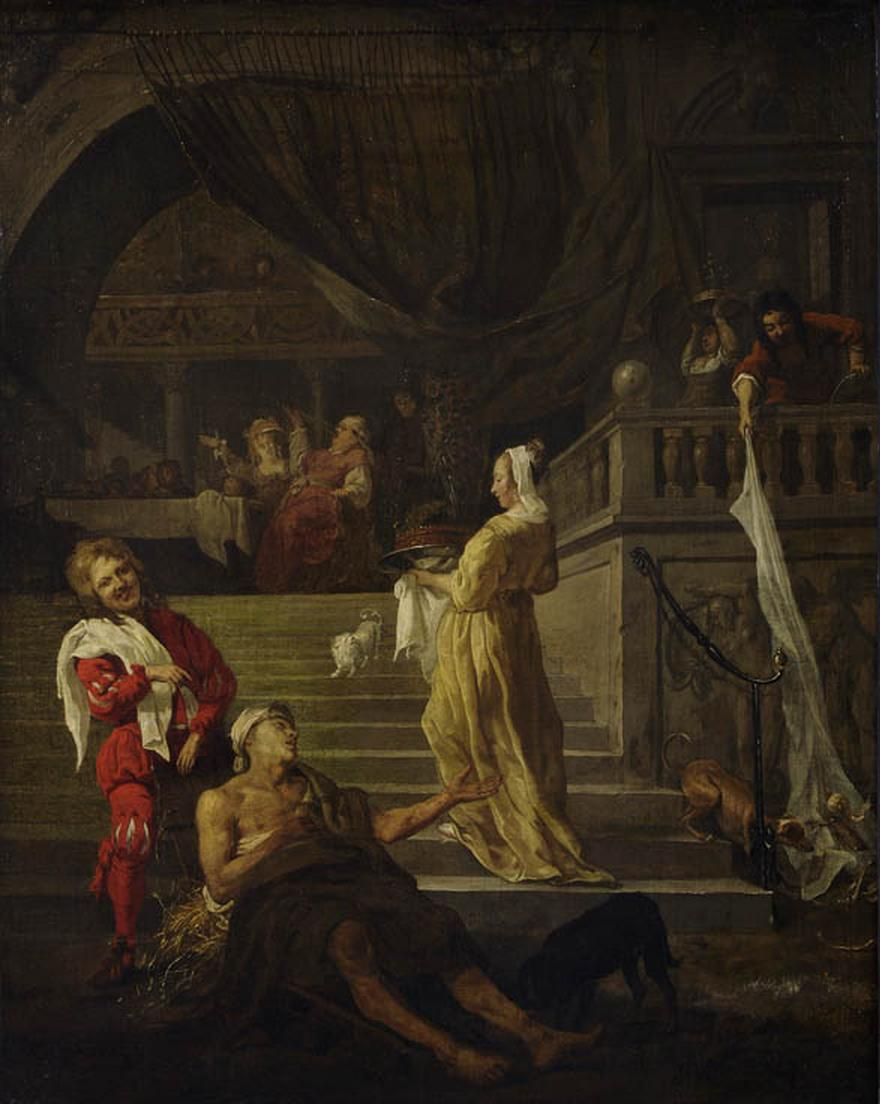
«Жебракуючий Лазарь на чужому бенкеті»
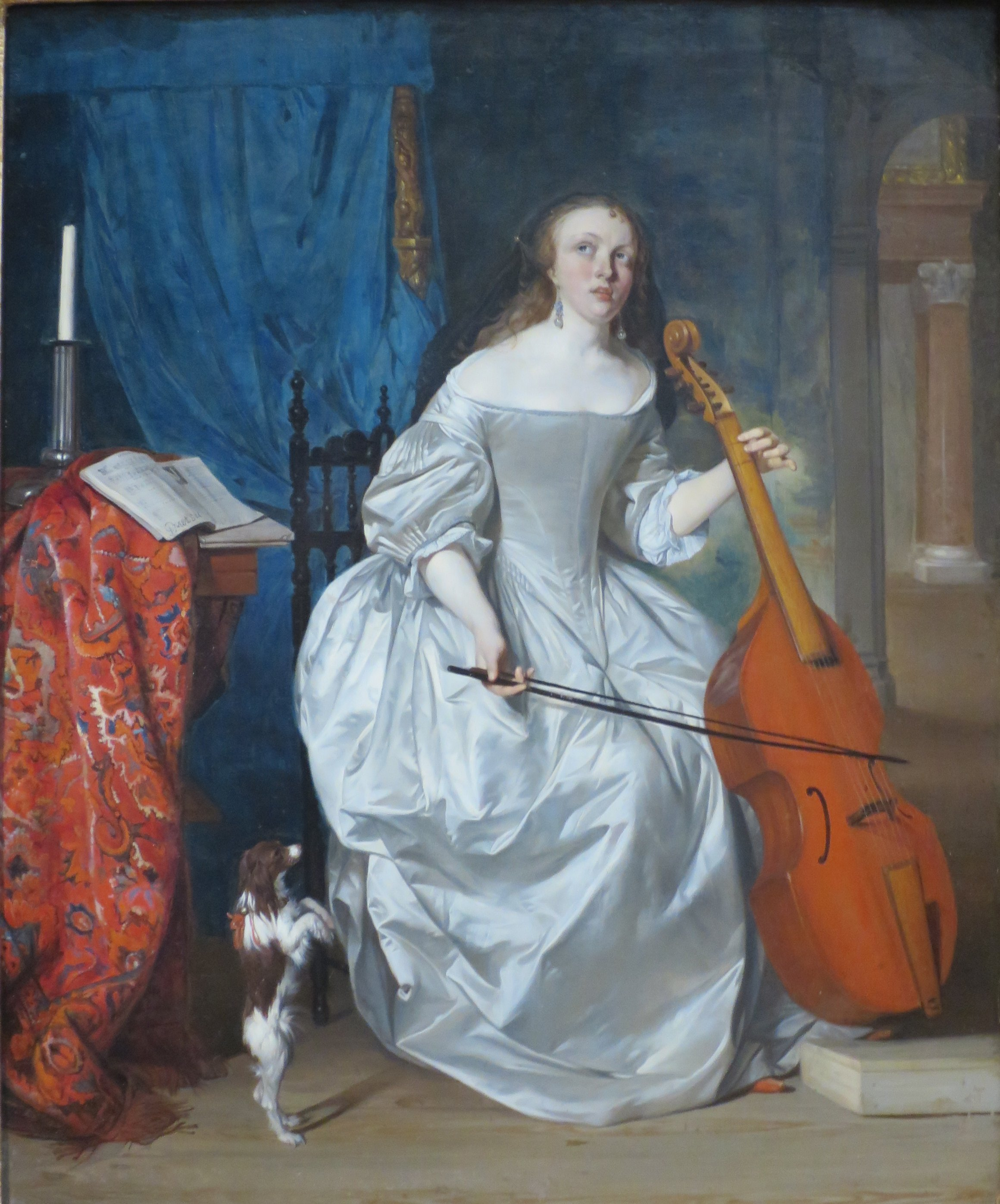
«Панянка з віолою да гамба», 1663
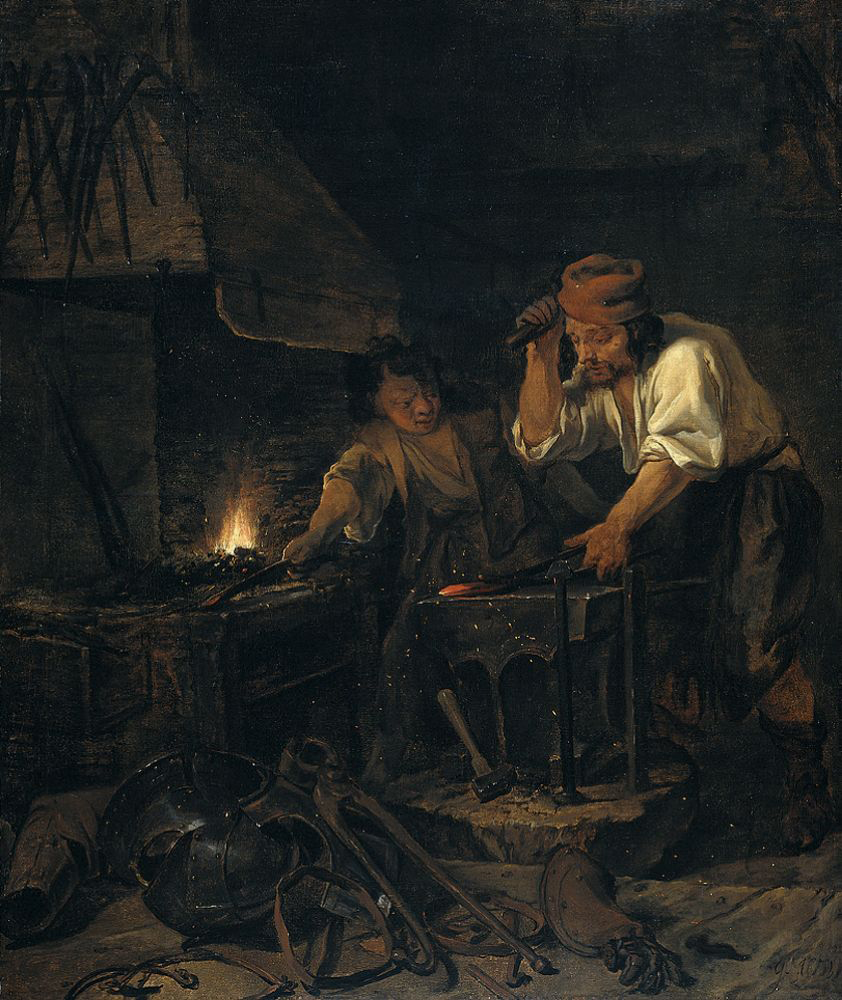
«Кузня зброяра», Державний музей (Амстердам)
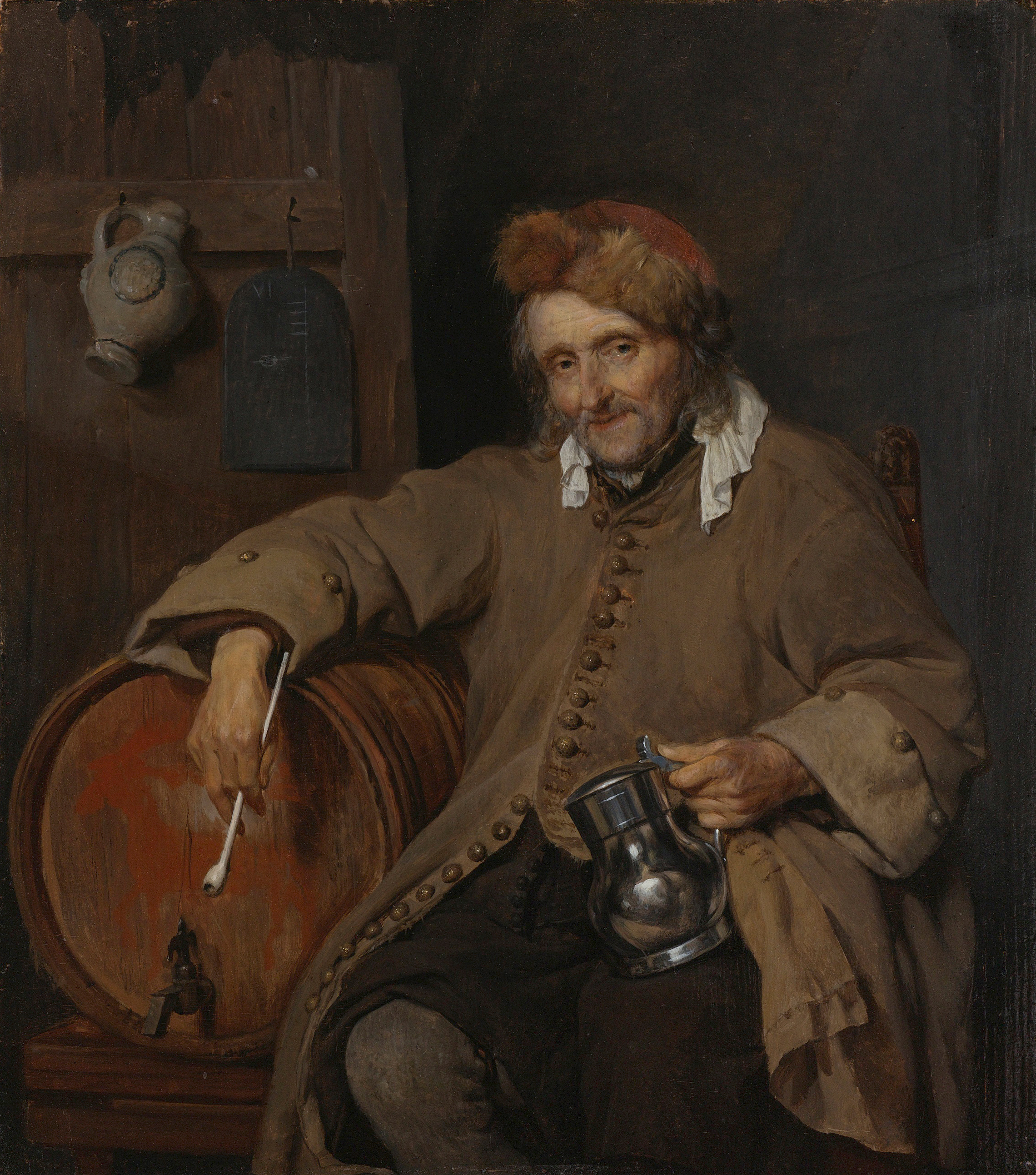
«Старий з кухлем пива», Державний музей (Амстердам)
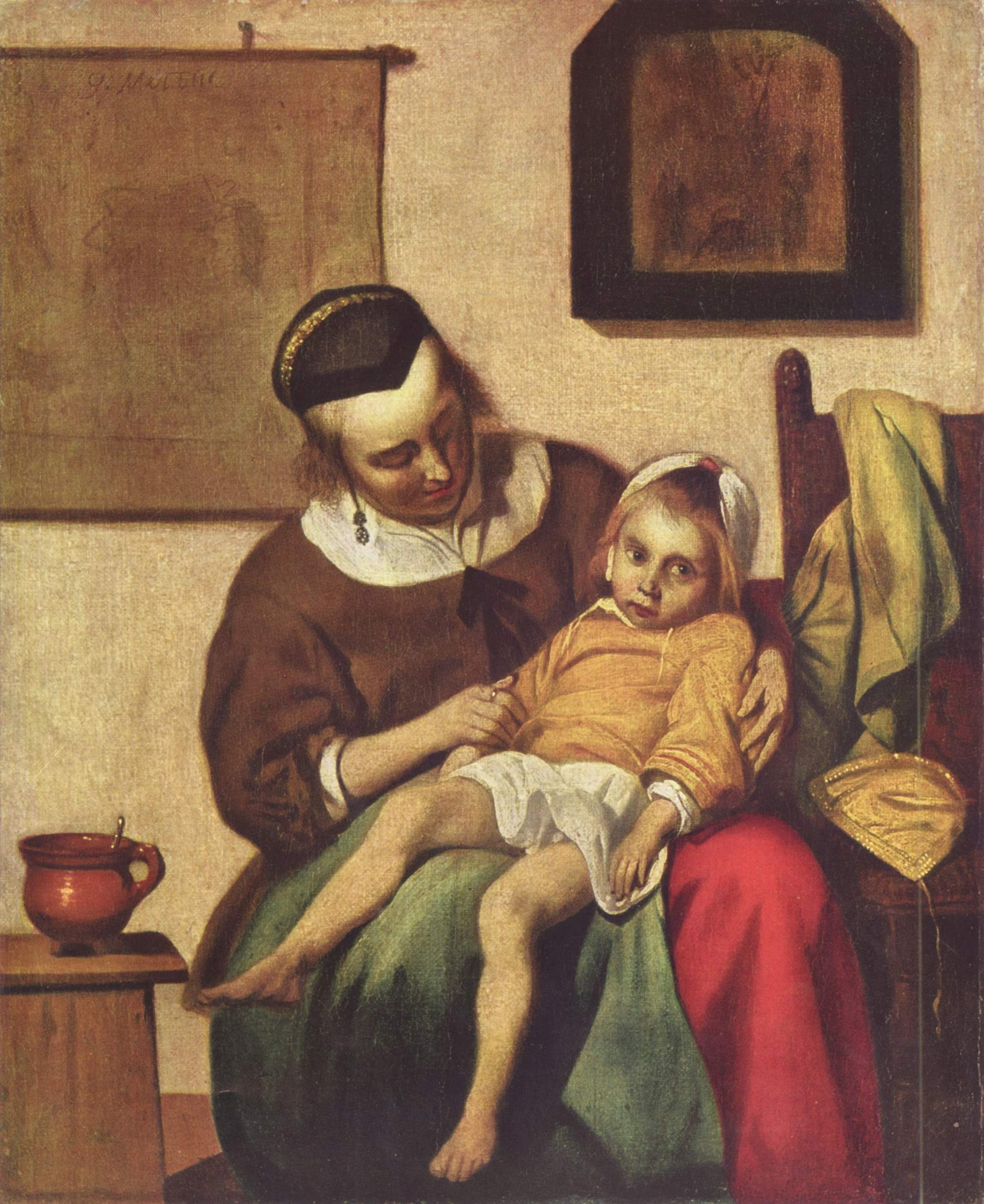
«Хвора дитина», Державний музей (Амстердам)
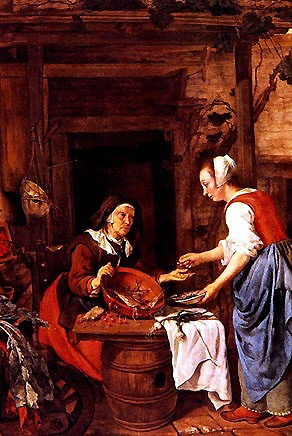
«Стара торговка рибою»
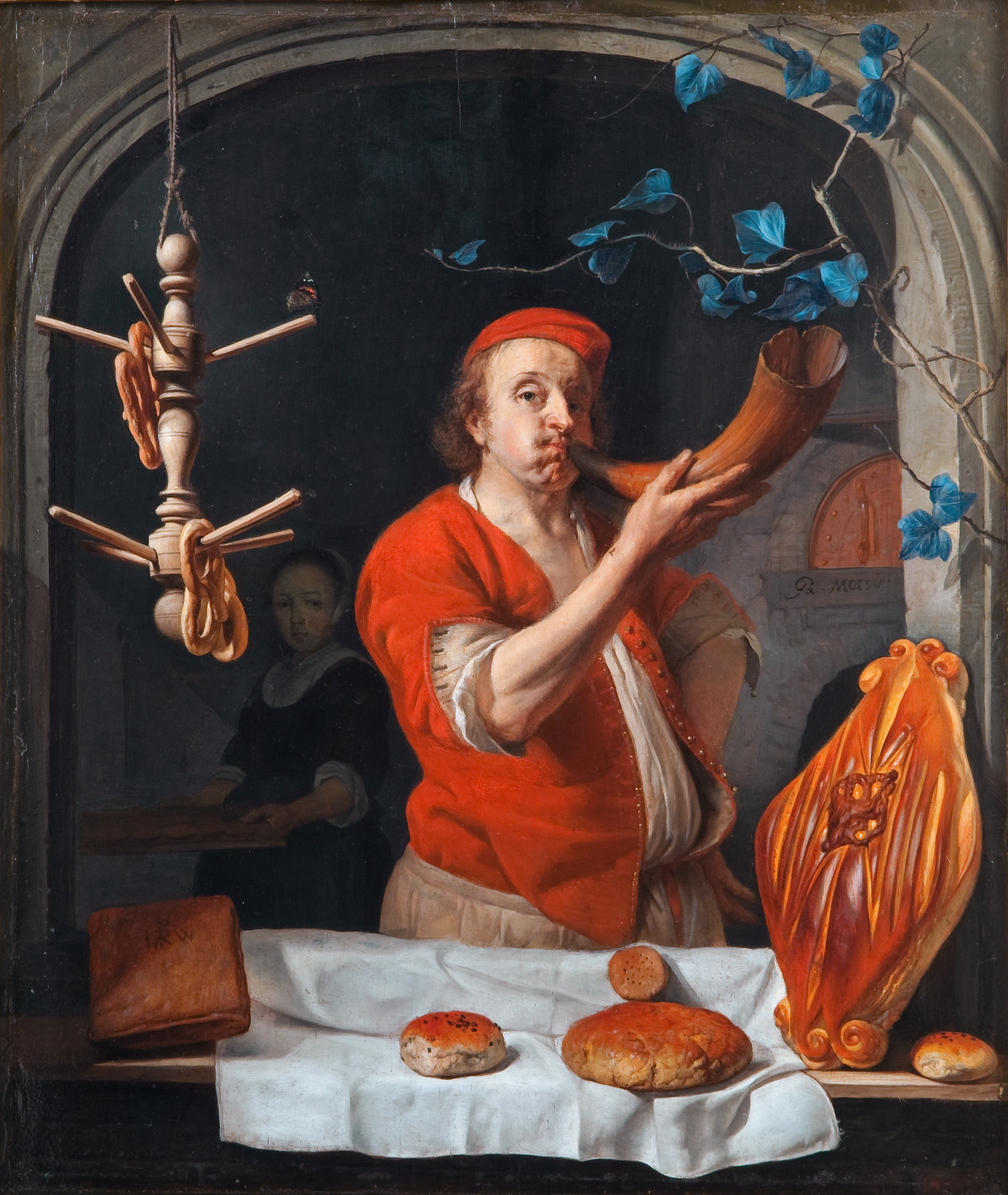
«Пекар сповіщає про гарячий хліб»
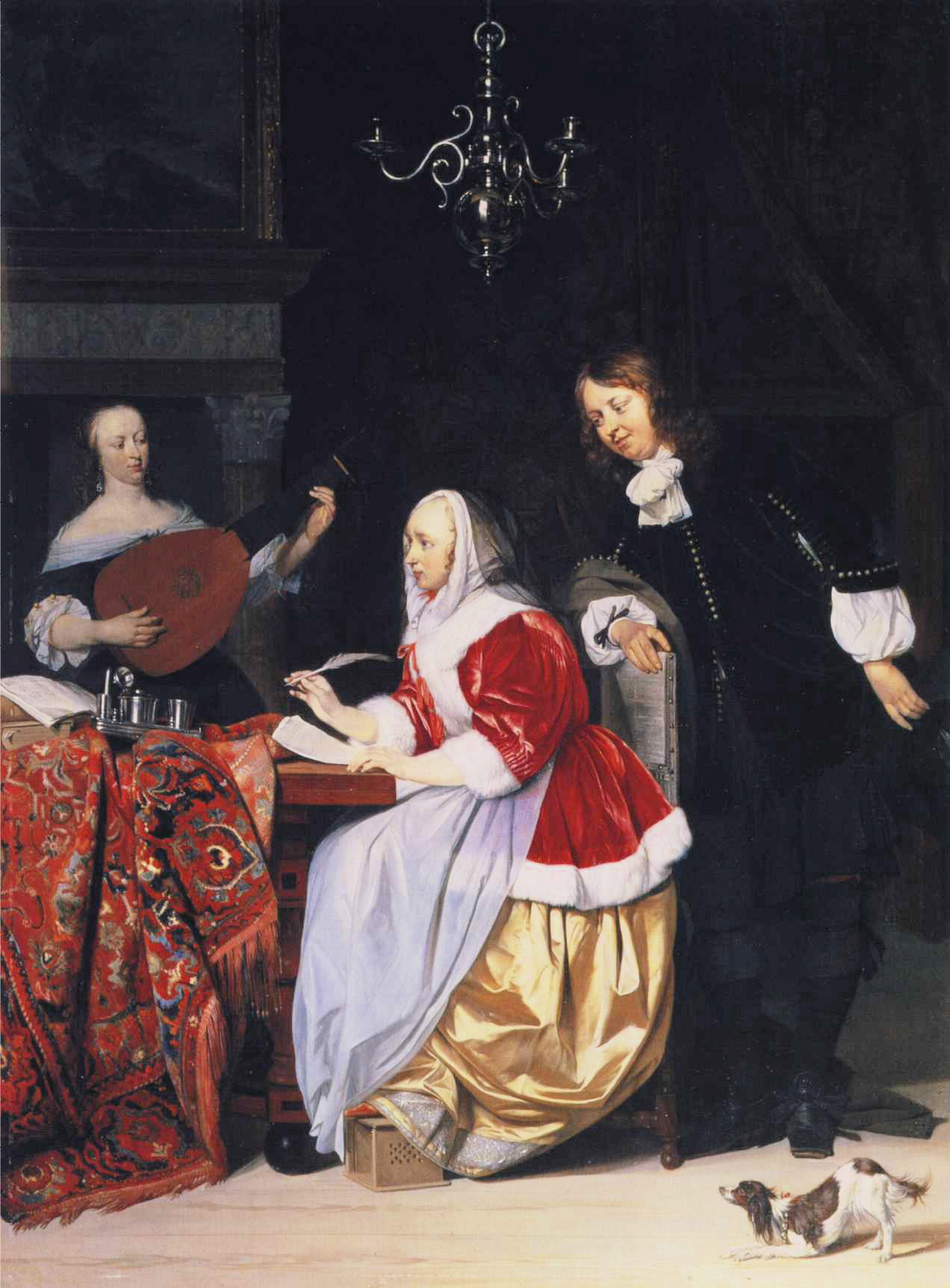
«Спроба створити музику молодою пані», Мауріцхейс, Гаага
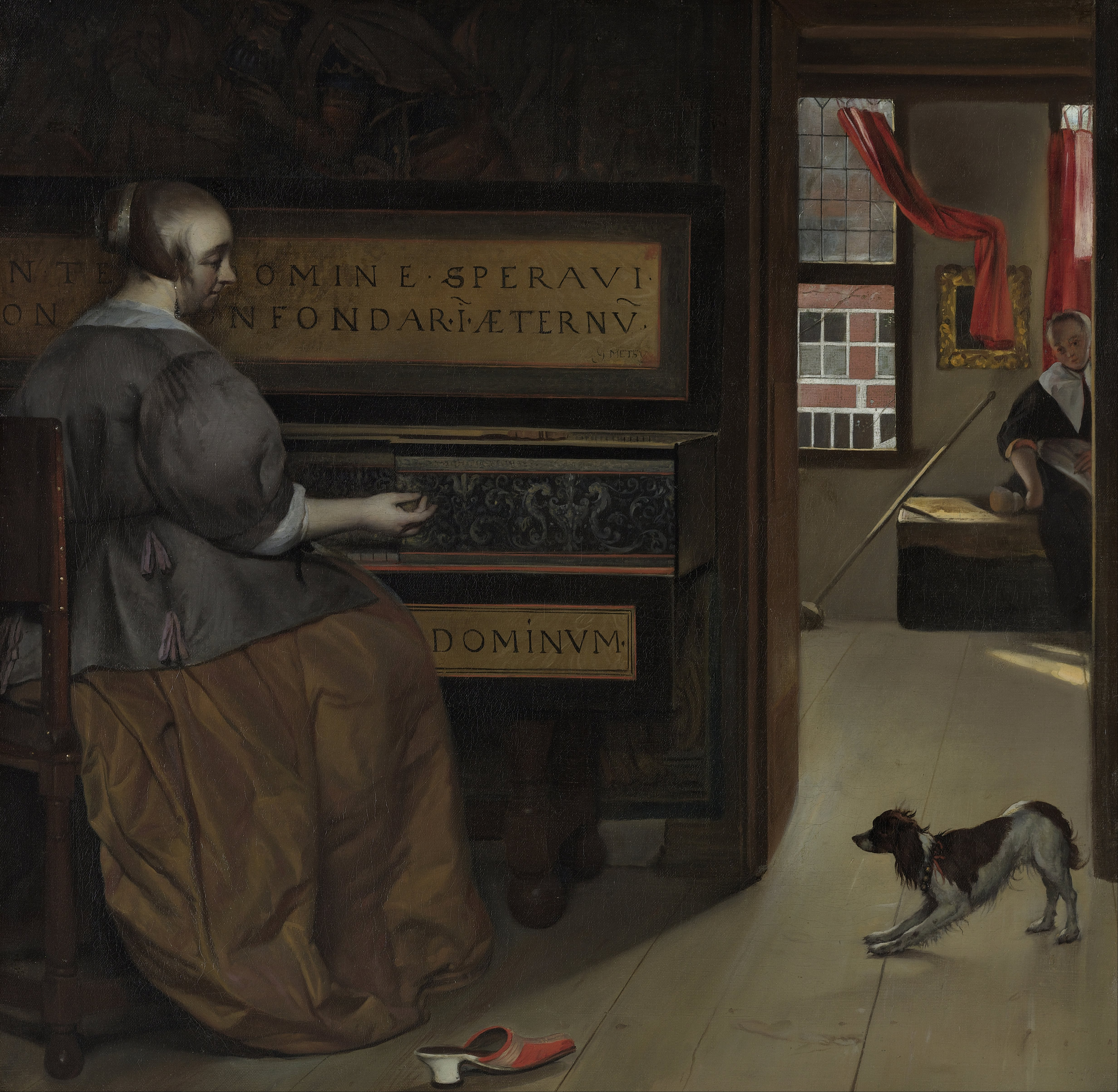
«Паньонка грає на спінеті», Музей Бойманс ван Бенінгена, Роттердам
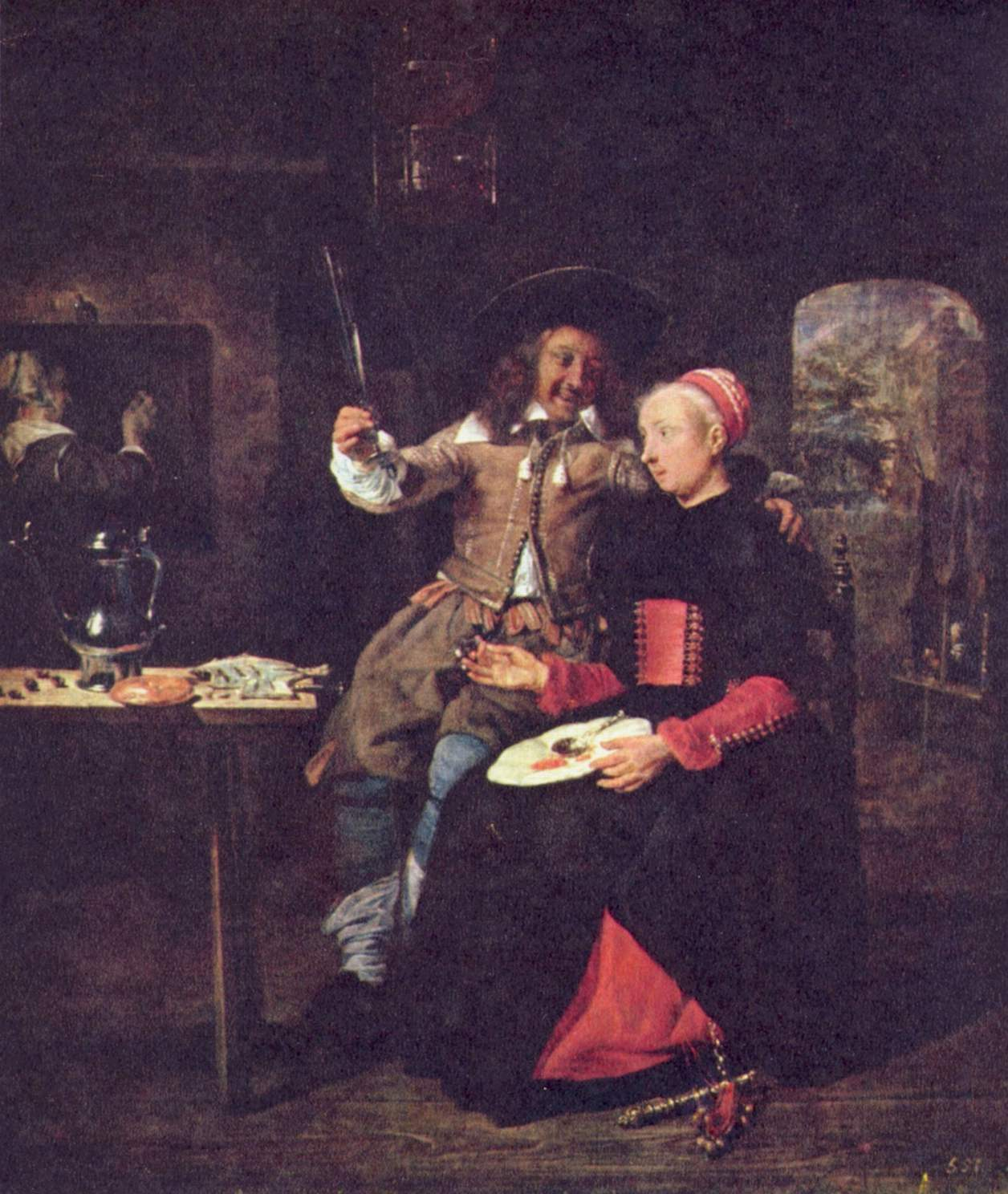
«Коханці біля столу», Дрезденська картинна галерея, 1661